# 6607 Мацушіма
6607 Мацушіма (6607 Matsushima) — астероїд головного поясу, відкритий 29 жовтня 1991 року.
Тіссеранів параметр щодо Юпітера — 3,390.